# COVAX

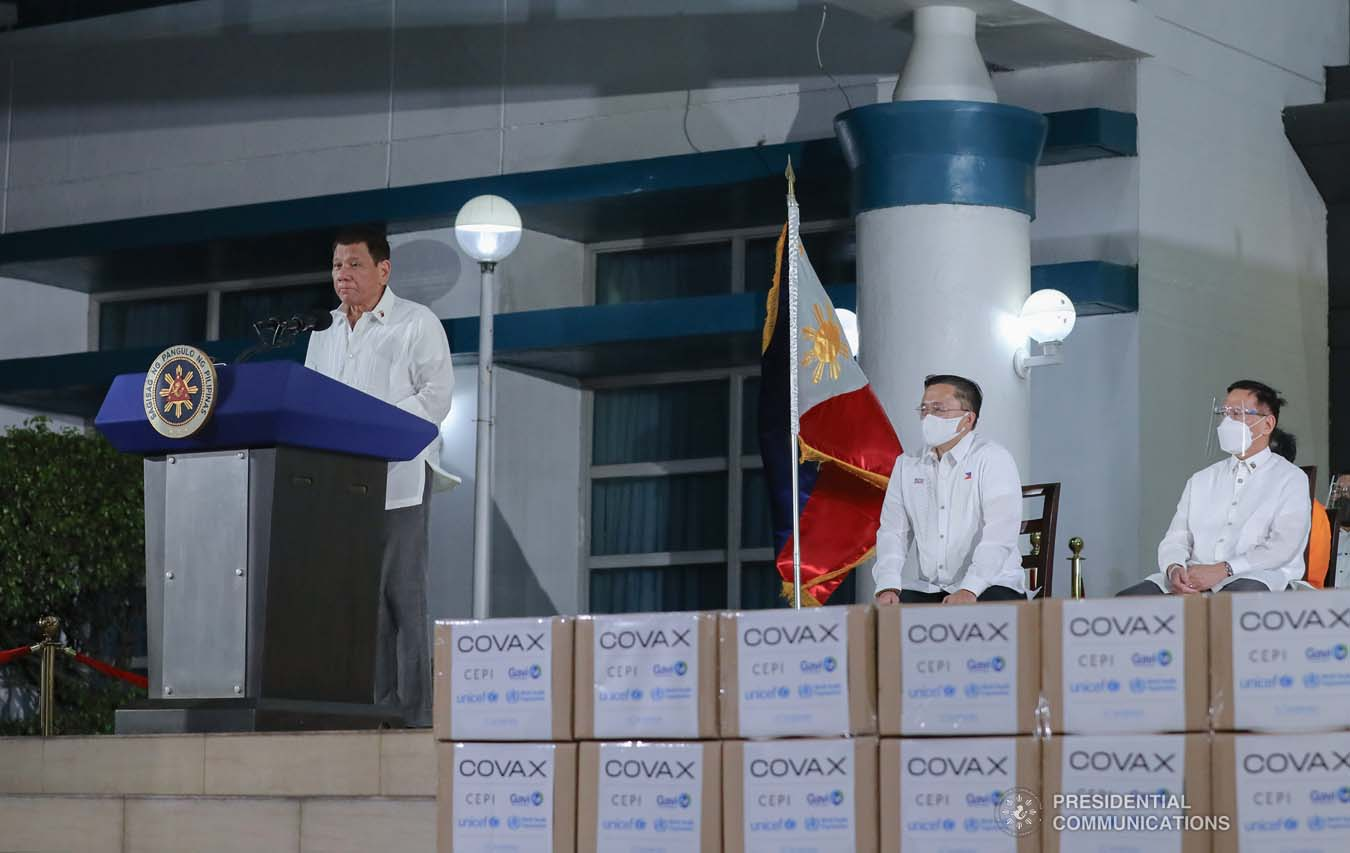
Prezident Filipín, Rodrigo Roa Duterte, při slavnostním projevu na základně Villamor Air Base, u příležitosti předání 487 200 vakcín v rámci projektu COVAX (4. března 2021).

COVAX, celým názvem Covid-19 Vaccines Global Access, je mezinárodní iniciativa usilující o větší dostupnost vakcín proti covidu-19. Založily ji v dubnu 2020 společně Světová zdravotnická organizace, aliance GAVI a Koalice pro inovativní epidemickou připravenost. Iniciativa má zajistit bezplatné očkování pro 92 chudých zemí a je financována v rámci rozvojové spolupráce. Do července 2020 se zapojilo 165 zemí, které představují až 60 % světové populace, akci podpořila Evropská komise, v říjnu 2020 se přidala Čína a v lednu 2021 USA.
V únoru 2021 začala distribuce vakcín, nejdříve získala 600 000 dávek vakcíny Ghana, následovalo Pobřeží slonoviny, Kolumbie, Nigérie a v březnu 2021 jako první evropská země Moldavsko. Do konce roku 2021 mají být podle iniciativy COVAX naočkovány dvě miliardy lidí.